# Campionati mondiali di ginnastica artistica 2009 - Concorso individuale maschile
Il concorso generale individuale maschile ai Campionati Mondiali si è svolto alla North Greenwich Arena di Londra, Inghilterra il 15 ottobre 2009. Kōhei Uchimura, dopo l'argento vinto alle Olimpiadi di Pechino, diventa per la prima volta campione mondiale.

## Partecipanti
|             | Nome                 | Nazionalità | Data di nascita | Età     |
| ----------- | -------------------- | ----------- | --------------- | ------- |
| Più giovane | Sergio Sasaki Junior | Brasile     | 31/03/92        | 17 anni |
| Più vecchio | Ildar Valeiev        | Kazakistan  | 18/02/74        | 35 anni |

## Classifica
| Pos.    | Ginnasta                 | Nazione       | Attrezzo  | Attrezzo  | Attrezzo | Attrezzo     | Attrezzo | Attrezzo | Totale |
| Pos.    | Ginnasta                 | Nazione       | Volteggio | Parallele | Sbarra   | Corpo libero | Anelli   | Cavallo  | Totale |
| ------- | ------------------------ | ------------- | --------- | --------- | -------- | ------------ | -------- | -------- | ------ |
| Oro     | Kōhei Uchimura           | Giappone      | 15.625    | 14.900    | 15.225   | 16.050       | 14.725   | 14.975   | 91.500 |
| Argento | Daniel Keatings          | Gran Bretagna | 14.250    | 15.500    | 14.200   | 15.450       | 15.050   | 14.475   | 88.925 |
| Bronzo  | Yury Ryazanov            | Russia        | 14.825    | 13.400    | 14.825   | 15.925       | 14.925   | 14.500   | 88.400 |
| 4       | Kazuhito Tanaka          | Giappone      | 14.650    | 13.200    | 15.075   | 15.400       | 15.075   | 14.900   | 88.300 |
| 5       | Maxim Devyatovskiy       | Russia        | 15.000    | 13.425    | 15.075   | 14.875       | 14.550   | 14.550   | 87.475 |
| 6       | Kristian Thomas          | Gran Bretagna | 15.000    | 13.600    | 14.575   | 15.800       | 13.975   | 14.400   | 87.350 |
| 7       | Timothy McNeill          | Stati Uniti   | 14.500    | 15.000    | 14.325   | 15.300       | 14.200   | 13.825   | 87.150 |
| 8       | Benoît Caranobe          | Francia       | 14.025    | 14.150    | 14.750   | 16.025       | 13.000   | 14.225   | 86.175 |
| 9       | Mykola Kuksenkov         | Ucraina       | 15.050    | 14.600    | 14.400   | 14.400       | 14.200   | 13.475   | 86.125 |
| 10      | Enrico Pozzo             | Italia        | 14.750    | 13.625    | 14.025   | 15.350       | 14.075   | 14.275   | 86.100 |
| 11      | Alexander Shatilov       | Israele       | 15.225    | 14.075    | 14.225   | 15.350       | 14.350   | 12.600   | 85.825 |
| 12      | Marcel Nguyen            | Germania      | 15.075    | 13.425    | 14.525   | 15.325       | 13.200   | 14.225   | 85.775 |
| 13      | Jorge Hugo Giraldo Lopez | Colombia      | 13.250    | 13.350    | 14.125   | 15.225       | 14.975   | 14.150   | 85.075 |
| 14      | Roman Gisi               | Svizzera      | 14.225    | 13.875    | 14.175   | 15.125       | 13.525   | 14.150   | 85.075 |
| 15      | Manuel Almeida Campos    | Portogallo    | 14.875    | 12.850    | 14.075   | 14.550       | 14.550   | 14.000   | 84.900 |
| 16      | Nicolas Boeschenstein    | Svizzera      | 14.425    | 11.775    | 14.250   | 15.600       | 14.625   | 14.100   | 84.775 |
| 17      | Jonathan Horton          | Stati Uniti   | 13.775    | 11.100    | 14.900   | 15.750       | 15.125   | 13.650   | 84.300 |
| 18      | Ildar Valeiev            | Kazakistan    | 13.525    | 13.225    | 14.725   | 15.250       | 13.900   | 13.575   | 84.200 |
| 19      | Sergio Sasaki Junior     | Brasile       | 13.925    | 13.800    | 14.000   | 15.275       | 13.500   | 13.650   | 84.150 |
| 19      | Sergio Muñoz             | Spagna        | 14.675    | 11.750    | 14.625   | 15.975       | 13.100   | 14.025   | 84.150 |
| 21      | Luis Rivera              | Porto Rico    | 13.500    | 14.075    | 14.800   | 15.325       | 13.425   | 12.925   | 84.050 |
| 22      | Artsiom Bykau            | Bielorussia   | 13.525    | 13.125    | 14.200   | 15.225       | 13.425   | 13.450   | 82.950 |
| 23      | Luis Vargas Velazquez    | Porto Rico    | 14.000    | 10.900    | 13.350   | 15.100       | 14.725   | 14.125   | 82.200 |
| 24      | Federico Molinari        | Argentina     | 14.050    | 13.225    | 14.300   | 14.175       | 12.575   | 13.475   | 81.800 |